# Czas środkowoeuropejski
| WET lub WEST | Czas zachodnioeuropejski (UTC+0) Czas zachodnioeuropejski letni (UTC+1) |
| WET          | Czas zachodnioeuropejski (UTC+0)                                        |
| CET lub CEST | Czas środkowoeuropejski (UTC+1) Czas środkowoeuropejski letni (UTC+2)   |
| KSK          | Czas Królewca (UTC+2)                                                   |
| EET lub EEST | Czas wschodnioeuropejski (UTC+2) Czas wschodnioeuropejski letni (UTC+3) |
| MSK          | Czas moskiewski (UTC+3)                                                 |

Czas środkowoeuropejski (ang. Central European Time, CET) – strefa czasowa odpowiadająca czasowi słonecznemu południka 15°E, który różni się o 1 godzinę od uniwersalnego czasu koordynowanego (UTC+1:00). Czas środkowoeuropejski jest najszerzej stosowanym w krajach Unii Europejskiej, między innymi w środkowej i zachodniej Europie.

## Historia

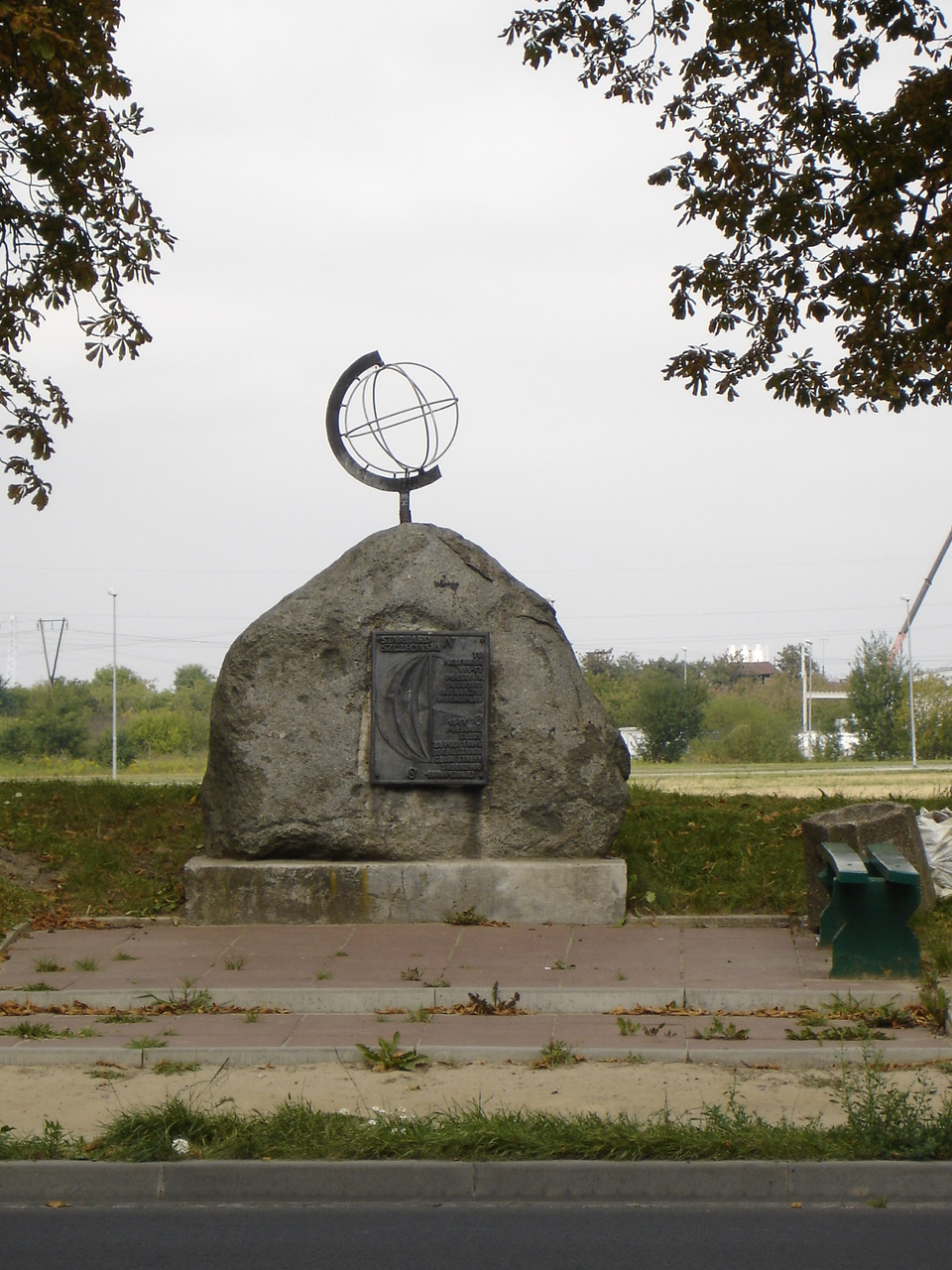
Pomnik 15. południka w Stargardzie w Polsce

Przed wiekiem XIX w krajach Europy w powszechnym użyciu był czas słoneczny ważniejszych ośrodków miejskich. Potrzeba standaryzacji czasu pojawiła się wraz z rozwojem kolei, która wymagała stworzenia rozkładów jazdy i obliczania czasu podróży. W 1886 roku austriacki astronom i geodeta Robert Schram opublikował artykuł, w którym proponował wprowadzenie jednolitego systemu pomiaru czasu w kolejach austriackich, na wzór amerykański (Stany Zjednoczone wprowadziły standardowy czas kolejowy trzy lata wcześniej). Podstawą miał być czas słoneczny południka 15°E, co oznaczało różnicę dokładnie godziny względem czasu Greenwich. Idea ta została początkowo zignorowana, ale dwa lata później dyrekcje kolei austriackich i węgierskich przyjęły ją i przedłożyły projekt rządowi. Propozycja została zaaprobowana, z zastrzeżeniem, że nowy standard powinien zostać przyjęty także w innych krajach: Cesarstwie Niemieckim, Szwajcarii, Włoszech i Serbii.
Parlament Rzeszy Niemieckiej w 1889 roku odrzucił pomysł wprowadzenia wspólnego czasu na użytek cywilny, ale Związek Kolei Niemieckich przyjął propozycję. W 1891 roku propozycja powróciła do Reichstagu, gdzie argumenty za ujednoliceniem czasu (takie jak możliwość sprawnej mobilizacji żołnierzy w Cesarstwie) przedstawił emerytowany feldmarszałek Helmut von Moltke. 1 czerwca 1891 roku koleje pruskie przyjęły czas środkowoeuropejski (różniący się od czasu berlińskiego o około 6 minut) na użytek wewnętrzny, nadal publikując rozkłady jazdy oparte na czasie słonecznym. W dalszej kolejności koleje austro-węgierskie przyjęły ten czas zarówno na użytek wewnętrzny, jak i zewnętrzny. W 1892 roku kraje południowoniemieckie (Królestwo Bawarii, Królestwo Wirtembergii i Wielkie Księstwo Badenii) wprowadziły czas środkowoeuropejski na kolei, w ruchu pocztowym i usługach telegraficznych. Rok później (1 kwietnia 1893) w całym Cesarstwie czas środkowoeuropejski stał się jedynym czasem urzędowym, a podobny ruch planowały Austro-Węgry. W ciągu kolejnych 15 miesięcy Włochy, Szwajcaria i Dania przyjęły ten czas. W 1911 roku Francja przyjęła czas Greenwich, a Tunezja, będąca jej protektoratem, czas środkowoeuropejski.
W czasie I wojny światowej Niemcy i Austro-Węgry narzuciły swój czas na okupowanych terytoriach. Od 30 kwietnia 1916 roku Niemcy wprowadziły w letnim półroczu Sommerzeit, czas letni (GMT+2), ze względu na przewidywane korzyści ekonomiczne w okresie działań wojennych. Podobnie postąpiły inne państwa europejskie; po zakończeniu wojny wycofano się z używania czasu letniego (pozostał on w użyciu tylko w Wielkiej Brytanii i Rosji Radzieckiej). Francja i kraje Beneluksu przyjęły na stałe czas środkowoeuropejski.
Do stosowania czasu środkowoeuropejskiego letniego powrócono podczas II wojny światowej, w 1940 roku Niemcy hitlerowskie wprowadziły go na terenie Rzeszy i krajów okupowanych. W tym samym roku Wielka Brytania przyjęła jako urzędowy czas środkowoeuropejski, wraz z czasem letnim (tj. „podwójny” czas letni).
Po zakończeniu wojny Francja, Belgia, Holandia i Hiszpania przeszły na czas środkowoeuropejski. Wielka Brytania i Irlandia używały czasu środkowoeuropejskiego (cały rok) w latach 1968–1971, jednak rozwiązanie okazało się niepopularne; stwierdzono w tym czasie wzrost liczby wypadków drogowych, w tym z udziałem uczniów zdążających do szkół. Stosowanie czasu letniego było kontrowersyjne, różne kraje przyjmowały różne rozwiązania i zmieniały je. Po kryzysie naftowym w 1973 roku większość krajów rozwiniętych gospodarczo przyjęła praktykę zmiany czasu, a od 1996 roku jest ona uregulowana prawem Unii Europejskiej.

## Obszar obowiązywania
Obecnie następujące państwa i terytoria używają czasu środkowoeuropejskiego:

- Albania
- Algieria
- Andora
- Austria
- Belgia
- Bośnia i Hercegowina
- Chorwacja
- Czarnogóra
- Czechy
- Dania (bez Grenlandii i Wysp Owczych)
- Francja
- Gibraltar
- Hiszpania (bez Wysp Kanaryjskich)
- Holandia
- Węgry
- Włochy
- Kosowo
- Liechtenstein
- Luksemburg
- Macedonia Północna
- Malta
- Monako
- Niemcy
- Norwegia
- Polska
- San Marino
- Serbia
- Słowacja
- Słowenia
- Szwajcaria
- Szwecja
- Tunezja
- Watykan

Spośród wymienionych tylko afrykańskie państwa: Algieria i Tunezja nie zmieniają aktualnie czasu na letni w letnim półroczu.
Czas UTC+1 na innych obszarach jest znany pod innymi nazwami. Przez cały rok taki czas urzędowy jest stosowany w krajach Afryki Środkowej, gdzie jest znany jako czas zachodnioafrykański. Jako czas zachodnioeuropejski letni obowiązuje on w pozostałych krajach Europy Zachodniej w letnim półroczu.

## W Polsce
Polska odzyskała niepodległość w listopadzie 1918 roku, wcześniej na jej terenach obowiązywały czasy urzędowe państw zaborczych. Czas letni nie obowiązywał w okresie międzywojennym, jedynie w 1919 roku Naczelna Rada Ludowa wprowadziła go na obszarze Wielkopolski. Ustawą z 1922 roku formalnie wprowadzono w całym kraju czas środkowoeuropejski, ze wskazaniem, aby 31 maja tego roku cofnąć zegary z godziny 24 na 23. To faktycznie oznaczało przejście z czasu wschodnioeuropejskiego (znaczna część terytorium państwa – Kresy Wschodnie – znajdowała się w strefie odpowiadającej temu czasowi) na środkowoeuropejski.
Po II wojnie światowej stosowanie na obszarze Polski na przemian czasu letniego i czasu standardowego (zimowego) wprowadzono w 1946 roku; uchwałą Rady Ministrów z 21 września 1949 uchylono tę decyzję i wprowadzono stosowanie czasu środkowoeuropejskiego bez zmian w ciągu roku. Czas letni obowiązywał ponownie w latach 1957–1964 i od 1977 roku. Obecnie czas środkowoeuropejski obowiązuje w Polsce, tak jak w całej Unii Europejskiej, od ostatniej niedzieli października do ostatniej niedzieli marca, a w pozostałym okresie roku obowiązuje czas środkowoeuropejski letni, UTC+2, jest nazywany także czasem wschodnioeuropejskim.

## Planowane zmiany
W Anglii, Walii i Irlandii Północnej rozważano ponowne przejście na czas środkowoeuropejski, ale ostatecznie zarzucono tę koncepcję.
Hiszpania, najdalej na zachód wysunięty kraj strefy czasu środkowoeuropejskiego, rozważa powrót do strefy czasowej bardziej zgodnej z czasem słonecznym (tj. czasu zachodnioeuropejskiego).